# Takahata
Takahata (japanska: 高畠町?, Takahata-machi) är en landskommun (köping) i Yamagata prefektur i Japan.  
I kommunen finns järnvägsstationen Takahata på Yamagata Shinkansen som ger förbindelse med höghastighetståg till bland annat Tokyo.